# Freestyle
Freestyle je forma elektronické hudby, který vznikl na začátku 80. let ve Spojených státech. Popularita žánru přebývá až do dneška, především v portorických a italských komunitách.

## Historie
Freestyle se vyvinulo v New Yorku a Miami na přelomu osmdesátých let jako fúze disca pozdějších sedmdesátých let s elektronickými synkopickými hudebními nástroji electra osmdesátých let. Styl si oblíbili především "breakdanceři". Mezi nejstarší freestyle skladby mimo jiné patří song "Planet Rock" (1982) od Afrika Bambaataa & Soul Sonic Force a "Let the Music Play" (1983) od Shannon. Freestyle rovněž ovlivnilo techniku samplování, což je typickým znakem hip hopové hudby.
V 90. letech freestyle proniklo do popové hudby a mezi nejznámější hudebníky této popové variace patří MC Hammer, Paula Abdulová, Bobby Brown, New Kids on the Block a Milli Vanilli.

## Hudebníci
- Shannon
- Lisa Lisa and Cult Jam
- Company B
- Sweet Sensation
- Timmy T
- Brenda K. Starr
- The Cover Girls
- Exposé
- Stevie B
- TKA
- George Lamond
- Sa-Fire
- Information Society
- Noel
- Nocera
- Laissez Faire
- Shana Petrone
- Tolga
- Dino
- Joee Desimone
- Fascination
- Seduction
- India
- Denise Lopez
- Linear
- Collage
- Teena Marie
- Stacey Q
- Pajama Party
- Pvxtrvk
- Slvxvk